# ボアボム
ボアボムは、中国武術の1つ。中国のチベット自治区に伝えられる武術である。
内容としては瞑想、リラクゼーション、護身術である。一部、ヨガの影響を受けている。
この武術は秘密にされており、修行者同士は何の接点もなく、戦いを回避する自信を得るためだけを目標としている。稽古は敏捷性、バランス、反応速度、伸びやかさ、呼吸の養成が目的である。棒を使った動きも習う他、武器術は体術の延長であると考えられていることから原理としては武器術も徒手格闘も同じであるとされている。